# Nattevagt
 For alternative betydninger, se Nattevagten.
En nattevagt er betegnelsen for et menneske der arbejder om natten, eller for selve perioden arbejdet forløber over. 

## Helbredsmæssige konsekvenser
Natarbejde gennem en længere årrække giver øget risiko for brystkræft. Dansk Sygeplejeråd, Kræftens Bekæmpelse og Danske Regioner har taget initiativ til en undersøgelse af hvorledes brystkræft kan forebygges ved natarbejde; anbefalingen lyder på at begrænse nattevagter til højst to i træk pr. medarbejder, samt at rulle vagter med døgnet, ikke mod (fra dagvagt til aftenvagt til nattevagt, ikke modsat).